# Denise Andrews
Denise Andrews (* 14. Juli 1959 in Orange, Massachusetts) ist eine US-amerikanische Politikerin der Demokratischen Partei.

## Leben
Andrews studierte an der UMass Amherst und an der Xavier University Wirtschaftswissenschaften und war danach 25 Jahre lang im US-Konzern Procter & Gamble (P&G) tätig. Von Januar 2011 bis Januar 2015 war Andrews Abgeordnete im Repräsentantenhaus von Massachusetts. Sie verlor ihre Wiederwahl gegen die republikanische Politikerin Susannah Whipps Lee. Andrews ist mit Candi Fetzer verheiratet und wohnt in Orange, Massachusetts.